# Ike Quebec
Ike Abrams Quebec (ur. 17 sierpnia 1918 w Newark w stanie New Jersey, zm. 16 stycznia 1963 w Nowym Jorku) – amerykański saksofonista jazzowy.

## Życiorys
Zaczynał karierę jako pianista i tancerz, ale w wieku 20 lat skoncentrował się na grze na saksofonie tenorowym. Pierwszych nagrań dokonał w 1940 z grupą Barons of Rhythm. Później występował lub nagrywał z takimi muzykami, jak Frankie Newton, Hot Lips Page, Roy Eldridge, Trummy Young, Ella Fitzgerald, Benny Carter i Coleman Hawkins. W latach 1944–1951 współpracował z Cabem Callowayem. nagrywał w tym czasie dla wytwórni Blue Note, dla której również pracował w dziale A&R (pomagał w promocji takich muzyków, jak Bud Powell i Thelonious Monk). Zmierzch popularności big bandów oraz walka z uzależnieniem od narkotyków sprawiły, że w latach 50. Quebec niemal zaprzestał nagrywania.
W 1961 rozpoczął swój powrót na scenę muzyczną serią albumów nagranych dla Blue Note. Oprócz gry na saksofonie niekiedy pojawiał się również jako pianista (np. na płycie Blue & Sentimental, gdzie gra na obu instrumentach). Zmarł w styczniu 1963 na raka płuc.

## Dyskografia

### Jako lider
- 1961: Heavy Soul (Blue Note)
- 1961: It Might as Well Be Spring (Blue Note)
- 1961: Blue & Sentimental (Blue Note)
- 1962: Soul Samba (Blue Note)
- 1987: Easy Living (album Ike Quebeca) (Blue Note, nagr. 1962)
- 2000: From Hackensack to Englewood Cliffs (Blue Note, nagr. 1959)
- 1979: The Complete Blue Note 45 Sessions (Blue Note, nagr. 1959-1962)

### Jako muzyk sesyjny
z Sonnym Clarkiem
- Leapin' and Lopin' (1961; Blue Note)

z Grantem Greenem:
- Born to Be Blue (1962; Blue Note)

z Dodo Greene:
- My Hour of Need (1962; Blue Note)

z Jimmym Smithem
- Open House (1960; Blue Note)
- Plain Talk (1960; Blue Note)